# Mönsterås (comuna)
Mönsterås ou Monsteros (em sueco: Mönsterås kommun) é uma comuna da Suécia localizada no condado de Calmar. Sua capital é a cidade de Mönsterås. Possui 599 quilômetros quadrados e segundo o censo de 2018, havia 13 565 habitantes.